# Eisregen (Band)
Eisregen ist eine 1995 gegründete deutsche Dark-Metal-Band aus der thüringischen Kleinstadt Tambach-Dietharz. Durch ihre morbiden, deutschsprachigen Texte zog die Band in ihren frühen Jahren die Aufmerksamkeit der BPjM auf sich, was zur Indizierung dreier ihrer Alben führte.

## Bandgeschichte

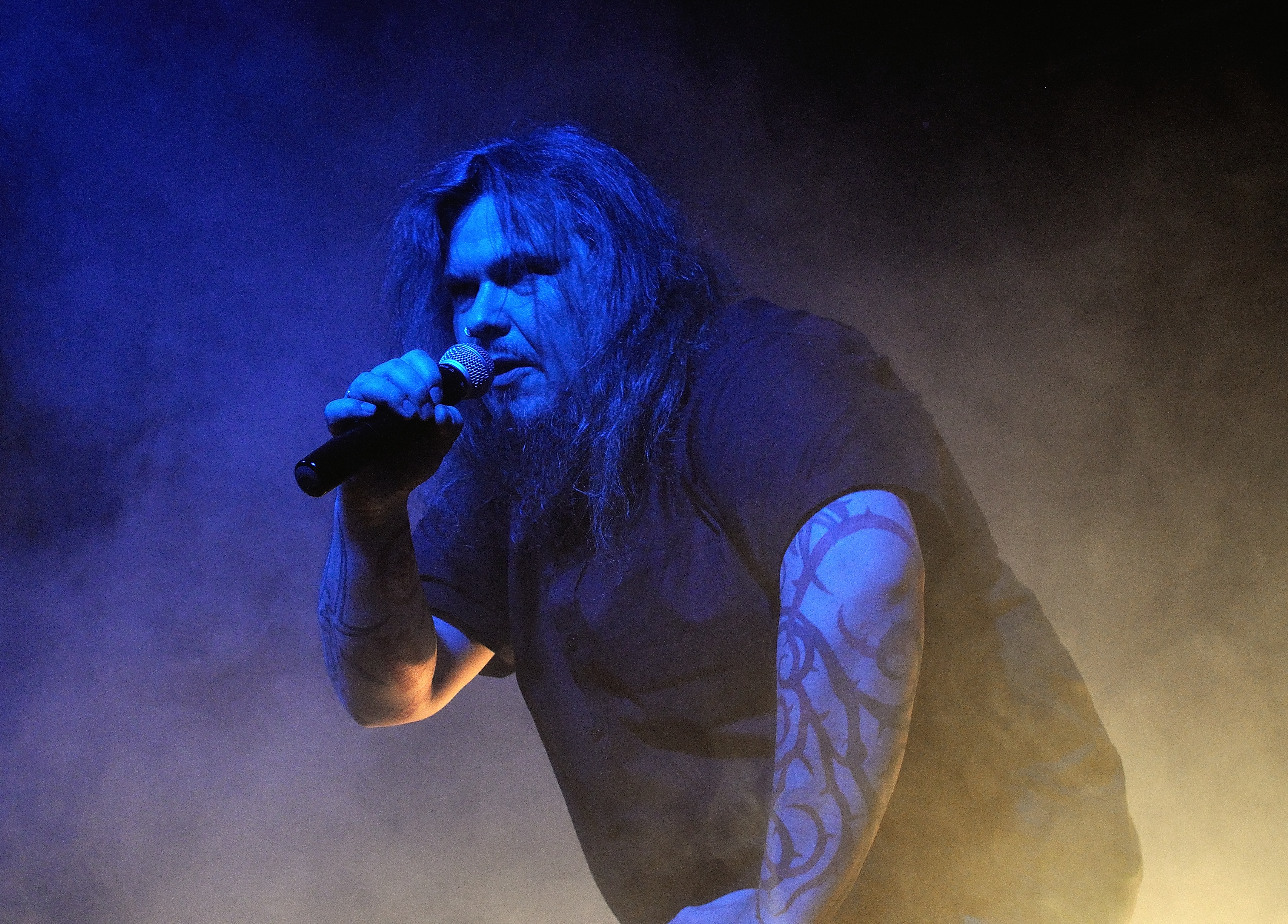
Michael „Blutkehle“ Roth in Berlin, 2015

### 1995–1998: Entstehung der Band und erste Aufnahmen
Die einzelnen Bandmitglieder waren vor Eisregen musikalisch schon aktiv, so waren Yantit und Berg Morbach davor in der Band Necrotikissme aktiv, Bursche Lenz nahm mit einer Band namens Amenthes eine Demoaufnahme auf, jedoch wurde das Projekt nie sonderlich bekannt und veröffentlichte auch nichts. Theresa Trenks stieß 1998 direkt von der Musikschule zur Band. Roth selbst war vor Eisregen in diversen unbekannten Grindcore-Bands aktiv, bis er 1995 unter dem Projektnamen Eisregen zusammen mit J. Vincent die Demoaufnahme Mysterien der Nacht aufnahm. Später formierte sich der Kern der Band, der 1996 eine Promokassette und 1997 Das Ende des Weges aufnahm, mit der die Band schließlich den Plattenvertrag bekam. Ursprünglich trat die Band mit Corpsepaint auf, legte dies jedoch schnell ab:

„Anfänglich fühlten wir uns dem Black Metal sehr verbunden, was natürlich auch Corpse Paint bei den ersten vier oder fünf Gigs mit sich zog. Doch die Entwicklung der Band führte in eine andere Richtung – und damit wurden auch die Schminktöpfe ad acta gelegt.“

### 1998–2001: Erste Alben
Nach den ersten Demos wurde im April 1998 das Debütalbum Zerfall veröffentlicht, das noch deutlich vom Black Metal beeinflusst war. Im selben Jahr erschien auch das zweite, musikalisch anspruchsvollere Album Krebskolonie mit Theresa „2T“ Trenks und damit der später für Eisregen typischen Bratschenbegleitung. Auf diesem waren die Texte sowohl tiefgründiger als auch morbider.
1999 erschien als Vorgeschmack für ein neues Album die EP Fleischfestival, auf der neu eingespielte Versionen älterer Lieder zu finden sind; auf diesen wirkte auch Trenks mit. Das Album Leichenlager folgte im Jahr 2000. Im Gegensatz zu den beiden Vorgängern wurde die Bratsche nun intensiver eingesetzt und das Album insgesamt von der Musik her in einer ruhigeren Spielart gestaltet. Bis zu diesem Zeitpunkt war Leichenlager das kommerziell erfolgreichste Album der Band.
2001 zeichnete sich eine Insolvenz von Last Episode, der Plattenfirma der Band, ab. Das Album Farbenfinsternis, das laut M. Roth das bislang brutalste Werk werden sollte, konnte dennoch 2001 erscheinen.

### 2001–2004: Insolvenz von Last Episode und Indizierungen
Kurz nach der Veröffentlichung des neuen Albums musste Last Episode endgültig Insolvenz anmelden. Daraufhin sanken die Plattenverkäufe, so dass die Bandmitglieder eine Pause einlegten, bevor ein Jahr später wieder Konzerte gespielt wurden. Zudem wurden Indizierungsanträge für Krebskolonie (2003) und Farbenfinsternis (2004) eingereicht und von der BPjM bewilligt.
Im Gegensatz zur „normalen“ Indizierung (das heißt: Werbeverbot sowie Verkaufsverbot an Minderjährige) wurde das Album Krebskolonie indiziert und der Liste B zugeordnet. Dies bedeutet, dass es nach der (allerdings rechtlich unverbindlichen) Einschätzung der Bundesprüfstelle einen strafrechtlich relevanten Inhalt aufweist. Ein Amtsgericht hat bisher noch nicht über die strafrechtliche Relevanz entschieden. Die Band spielte nach der Indizierung selbst auf Konzerten mit einem Publikum mit einem Mindestalter von 18 Jahren keinen Titel dieses Albums. Grund für die Indizierungen waren die laut BPjM „grausamen, menschenverachtenden, frauenfeindlichen und verrohenden“ Texte, die zudem „sozialethisch desorientierend“ seien. Weiter hieß es, die Texte stellten eine „Jugendgefährdung“ sowie eine „Verletzung der Menschenwürde“ dar. Die Band konnte nicht gegen die Indizierung vorgehen, da ihre damalige Plattenfirma Last Episode zwar angeschrieben wurde, die Band jedoch nicht informierte.
In Interviews versuchte die Gruppe deutlich zu machen, dass die in den Indizierungsberichten stehenden Vorwürfe nicht mit den Intentionen des Sängers und Textschreibers Michael Roth übereinstimmen.
Durch die Indizierung des Albums Farbenfinsternis am 28. Februar 2004, verlor die Band mit Krebskolonie zwei ihrer wichtigsten Werke für den deutschen Markt.
Mit Entscheidung vom 7. Dezember 2023 wurde Farbenfinsternis auf Antrag nach fast zwanzig Jahren wieder vom Index gestrichen. Die angefragte Listenstreichung der übrigen Alben wurde abgelehnt.

### 2004–2011
Das Album Wundwasser wurde 2004 unter dem neuen Label Massacre Records veröffentlicht, nachdem das Erstlingswerk Zerfall inklusive Das Ende des Weges neu gemastert und wiederveröffentlicht wurde.

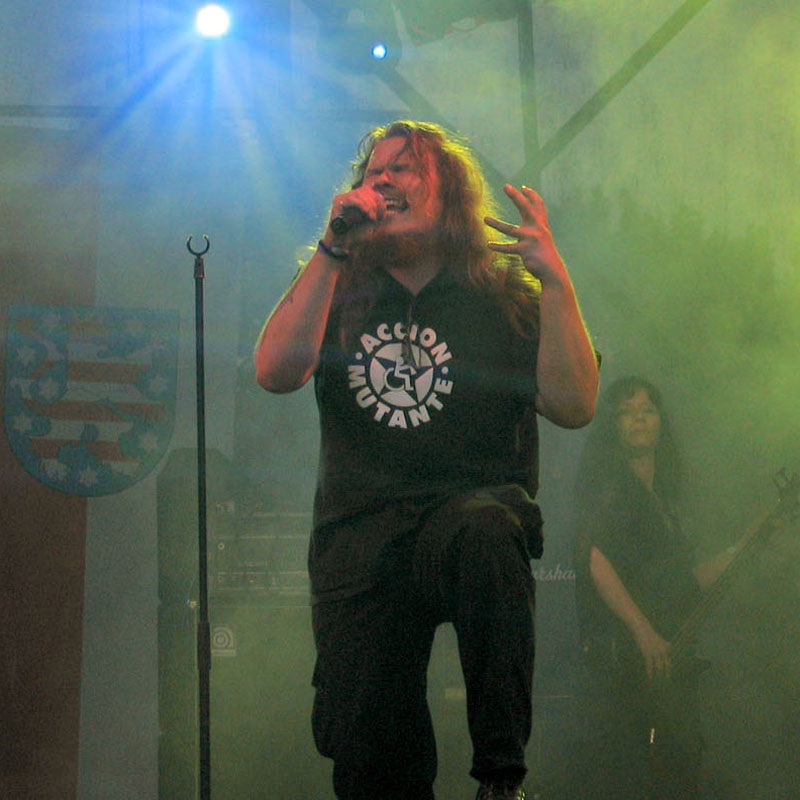
Michael „Blutkehle“ Roth im Jahr 2005 während des Eisregen-Auftritts auf dem Wacken Open Air

2005, im Jahr des 10-jährigen Bestehens der Band, wurde mit Hexenhaus eine weitere EP veröffentlicht, die einen Vorgeschmack auf das sechste Album der Band darstellen sollte und neben neuen Liedern auch neu aufgenommene Versionen alter Lieder beinhaltete. Zusätzlich war eine DVD mit dem ersten Musikvideo der Band (zu Elektro-Hexe) enthalten.
Am 31. Januar 2007 wurde der Bundesprüfstelle aufgrund einer Anregung des Landeskriminalamtes Brandenburg das Album Wundwasser vorgelegt. Grund für die Indizierung sind „jugendgefährdende und strafbare Inhalte“. Am 1. Februar 2007 wurde das Album indiziert. Die BPjM konnte keinen ausreichenden Kunstgehalt ausmachen, somit galt der Jugendschutz mehr als die Kunstfreiheit.

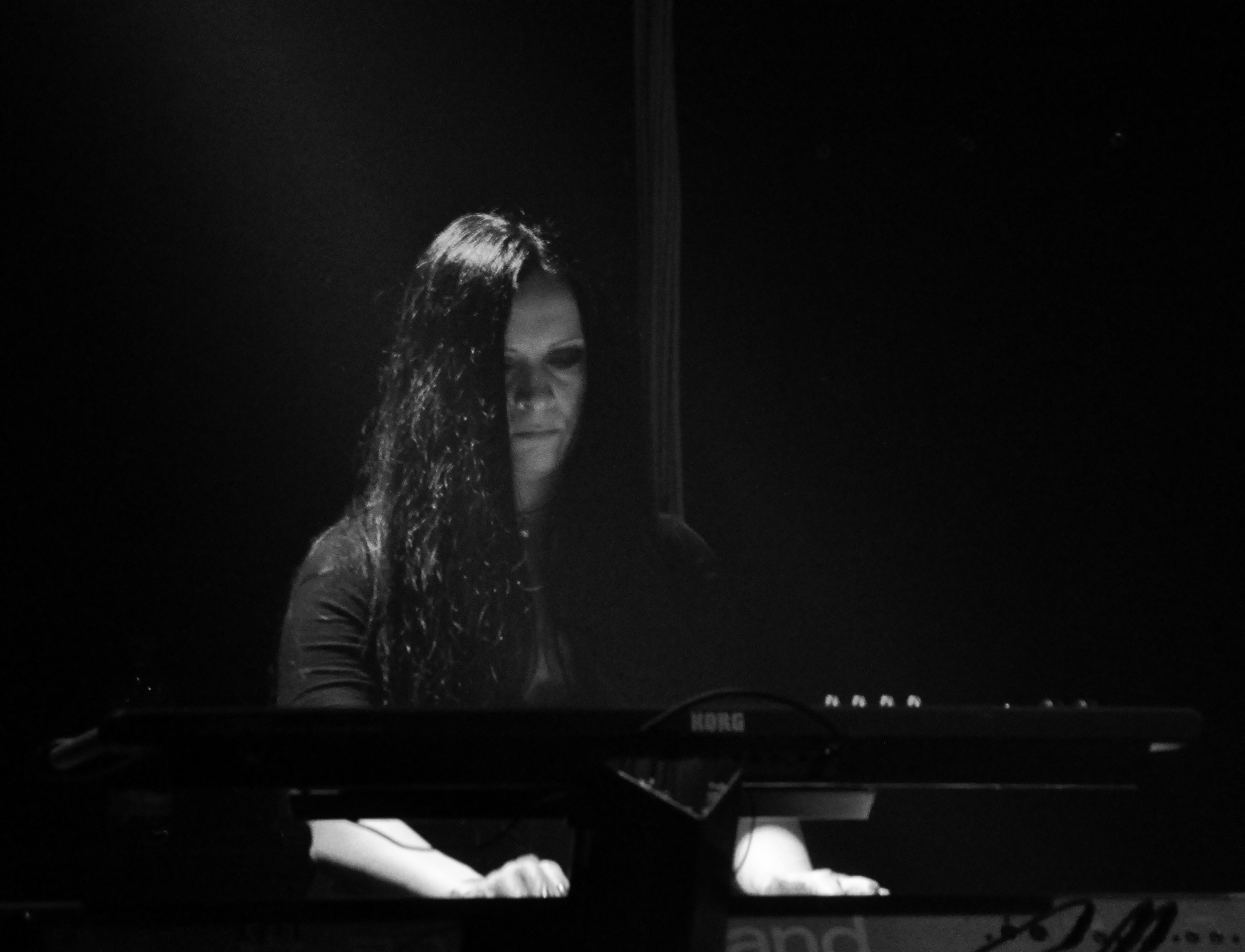
Franzi Brink wurde 2007 Mitglied der Band und verließ sie 2015. Hier bei einem Auftritt in Rostock, 2012

Blutbahnen erschien am 27. April 2007. Die EP Eine Erhalten mit größtenteils alternativen Versionen von Liedern des Blutbahnen-Albums folgte am 22. Juni 2007. Mit der EP Eine Erhalten, erreichte die Band, zudem ihre einzige Single Chartplatzierung (Platz 100 am 6. Juni 2007). Eine beantragte Indizierung von Blutbahnen wurde abgelehnt. Die Musik auf Blutbahnen ist um vieles melodischer gehalten als die seiner Vorgänger- und Nachfolgeralben.
Am 19. September 2008 erschien das Album Knochenkult, bei dem härtere Klänge eine dominantere Rolle spielten. Der melodische Einfluss war jedoch weiterhin spürbar. Sämtliche Lieder des zweiten Albums wurden hierbei musikalisch und textlich verändert und bekamen abgewandelte Titel. Auf zwei Konzerten wurden alle Lieder in der Reihenfolge des Albums gespielt. Die beiden Konzerte waren Grundlage für die Doppel-Live-CD Bühnenblut, die am 25. Mai 2009 erschien.
Am 30. April 2010 wurde das Album Schlangensonne veröffentlicht. Das Cover zeigt ein Bild von Jesus am Kreuz mit weiblichen Brüsten. Auf dem Album ist nun eine deutliche Rückkehr zu höherem Gitarreneinsatz zu erkennen, die schon bei Knochenkult ersichtlich war. Das Keyboard wird aber auch weiterhin zur melodischen Unterstützung eingesetzt und es sind einige klare Gesangsteile vorhanden. Thematisch beschäftigt sich das Album in zwei Liedern mit dem Zweiten Weltkrieg. Auf ewig Ostfront beschreibt das Ende des Lebens eines deutschen Soldaten im Krieg gegen Russland (ähnlich wie Eisenkreuzkrieger auf Blutbahnen), wohingegen in Tod senkt sich herab die Bombardierung von Dresden durch Großbritannien beschrieben wird. In N8verzehr wurde zu Beginn des Lieds eine Szene aus dem Film The Hills Run Red eingeschnitten, wobei die Handlung des Textes eher eine Parallele zu Hänsel und Gretel aufweist; hier verspeist ein Ehepaar Kinder, die im Keller aufbewahrt werden.
Rostrot erschien am 9. Dezember 2011. Kurz zuvor wurde am 2. Dezember 2011 die EP Madenreich veröffentlicht. Das Titellied der EP stellt vom Musikstil her eines der ruhigeren Stücke der Band dar. Die CD-Beilage der 76. Ausgabe des Legacy-Magazins, die am 28. Dezember 2011 erschien, enthielt eine Vorabversion des Liedes Tot/Untot.

### 2012–heute

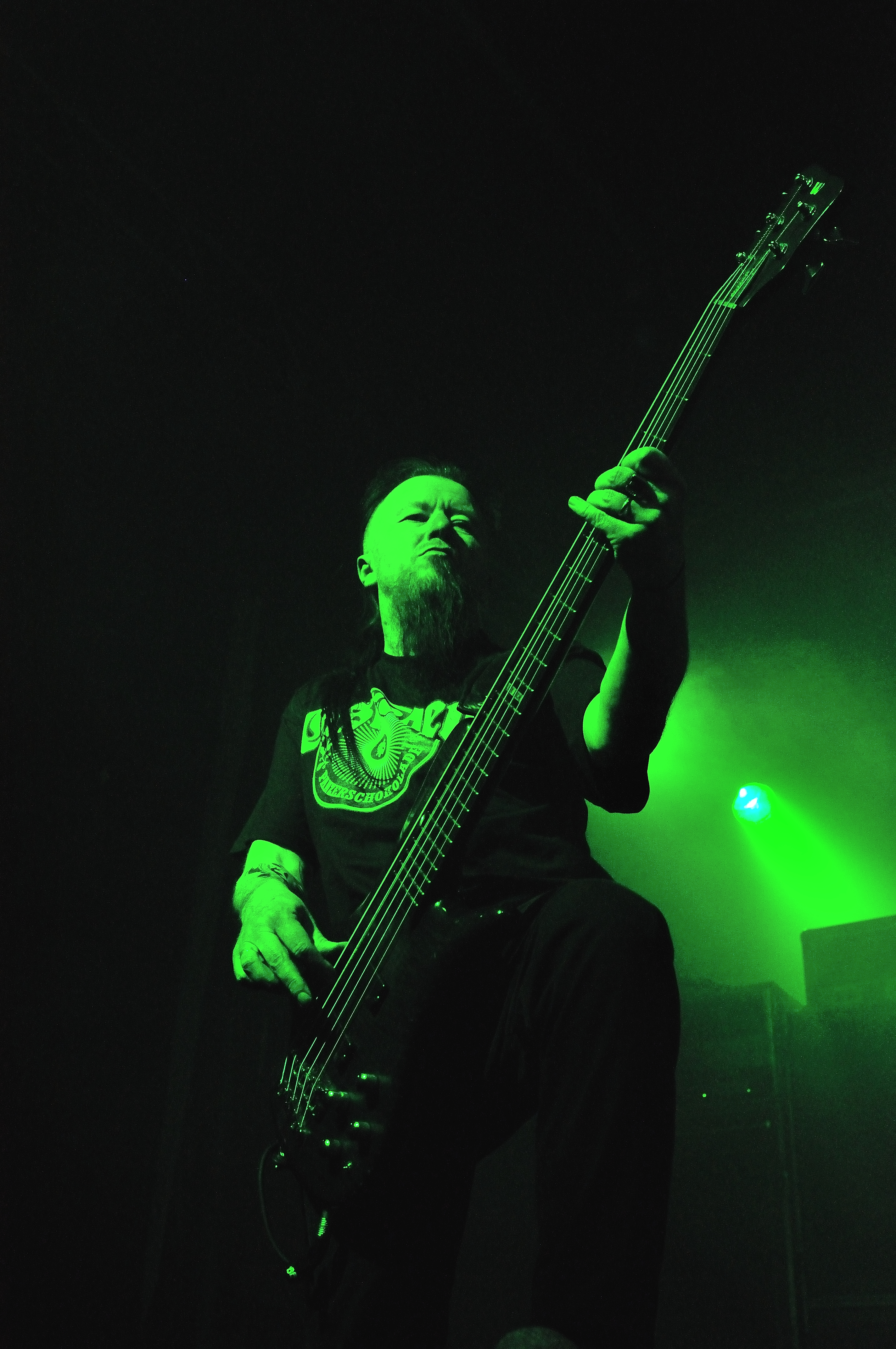
Bassist „West“ ist seit 2012 Mitglied der Band (hier 2015)

Am 7. Dezember 2012 erschien die Kompilation Krebskollektion. Auf dem ersten Tonträger der 2-CD-Veröffentlichung wurden einzelne Songs früherer, indizierter Alben in remasterten Versionen wiederveröffentlicht; unter anderem, um diese wieder ins Live-Repertoire aufnehmen zu können. Auf der zweiten CD ist neben den neuen Titeln Engelmacher und Brut auch das Falco-Cover Mutter, der Mann mit dem Koks ist da enthalten. Ein knappes Jahr nach Veröffentlichung von Krebskollektion wurde für den 25. Oktober 2013 das neue und 10. Album Todestage angekündigt. Kurz vor Veröffentlichung musste das Album verschoben werden. Die Plattenfirma Massacre Records verwies auf einen Produktionsfehler als Grund für die Verschiebung. Der neue Veröffentlichungstermin für das Album mit einem alternativen CD-Cover war der 15. November 2013. In der neuen Veröffentlichung vom 15. November 2013 wurde das Cover mit dem Flötenmongo ersetzt und der gleichnamige Track auf dem Album entfernt. Jedoch wurde eine unbekannte Anzahl an Alben der ursprünglichen Version bereits zum originalen Termin, dem 25. Oktober 2013, verkauft. Der Musikstil in Todestage stellt eine Kombination aus den Stilen der früheren und neuen Alben dar. Zum einen wird wieder die Bratsche eingesetzt und der Gesang ist fast ausschließlich guttural gehalten. Zum anderen bleiben die melodischen Passagen jüngerer Werke ebenso enthalten. Thematisch beschäftigt sich das Album unter anderem mit der Kritik an der derzeitigen TV-Landschaft (DSDSL – Deutschland sucht die Superleiche) und beschreibt in Lang lebe die Nadel, „dass übermäßiger Drogenkonsum zur Beendigung der eigenen Existenz führt und nur die Nadel selbst in einer Zweierbeziehung übrig bleibt“. Ein für Eisregen stilistisch untypisches Lied ist Mitternacht, das Ähnlichkeiten zum Stil von Rammstein aufweist. Das Digipack-Bonus-Lied ist eine alternative Version von Mitternacht, welches von M. Roths 10-jährigem Sohn Quentin eingesungen wurde und von Iron Man handelt. Am 25. April 2014 veröffentlichte die Band mit Flötenfreunde ihre vierte EP über Massacre Records. Sie enthält eine überarbeitete Version des von Todestage entfernten Songs Flötenmongo mit dem Titel Tausendschweiner.
Am 5. Mai 2017 erschien das Album Fleischfilm, ein Konzeptalbum, welches sich thematisch überwiegend dem italienischen Horrorfilm der 1980er Jahre widmet. Einige bekannte Streifen Nackt und zerfleischt (Ruggero Deodato), Das Haus an der Friedhofsmauer und Das Syndikat des Grauens (Lucio Fulci), Die Säge des Teufels (Sergio Martino), Sado – Stoß das Tor zur Hölle auf und Man-Eater – Der Menschenfresser (Joe D’Amato), Im Blutrausch des Satans (Mario Bava), Das Grauen kommt nachts (Renato Polselli), Satan der Rache (Antonio Margheriti), Rosso – Farbe des Todes, Tenebrae und Dario Argentos „Muttertrilogie“ (Suspiria, Horror Infernal und The Mother of Tears), sowie Das unheimliche Auge (Lamberto Bava) wurden im Eisregen-Stil aufbereitet und nacherzählt. Die Band verbindet ihren Sound mit dem des jeweiligen Originalsoundtracks.
Am 8. Juni 2018 erschien die Mini-LP Satan liebt dich, die unter anderem zwei Songs (Menschenmetzger Fritz und Onkel Fritze) enthält, die die Taten des Serienmörders Fritz Haarmann nacherzählen, sowie eine Coverversion des Songs For God Your Soul von Pungent Stench. Die LP galt als Vorgeschmack auf das am Ende des Jahres erschienene Album Fegefeuer.
Knapp zwei Jahre später veröffentlichte man anlässlich des 25-jährigen Bandjubiläums am 18. Juni 2020 das 14. Album Leblos. Am 19. Juni 2020 soll zudem die EP Die Räudigen Rennsteigrebellen mit 4 Trink- und Feierliedern auf Schallplatte erscheinen. Die EP wird außerdem als Bonus-CD dem Album Leblos beiliegen. Einen Tag nach der Veröffentlichung von Leblos am 20. Juni 2020 war ursprünglich geplant, anlässlich des Bandjubiläums im Club From Hell in Bindersleben, einem Stadtteil von Erfurt, ein Livealbum namens Heimatfest aufzunehmen, welches später im selben Jahr auf DVD und CD erscheinen sollte. Diese Liveaufnahme wurde allerdings aufgrund der COVID-19-Pandemie um vorerst ein Jahr auf Sommer 2021 verschoben. Im April 2021 kündigte man die Split-CD Bitterböse an, welche mit der Black-Metal-Band Goatfuneral, einem musikalischen Nebenprojekt der Band, aufgenommen und am 18. Juni 2021 veröffentlicht wurde.
Am 17. Juni 2022 veröffentlichte die Band das 2007er Album Blutbahnen mit der EP Eine Erhalten und das im Jahr 2000 erstveröffentlichte Album Leichenlager in einer remasterten Version mit Bonustracks auf Vinyl.
Im September 2022 kündigte Eisregen an, Anfang 2023 das Album Grenzgänger zu veröffentlichen. Am 10. November 2022 erfolgte dann die Veröffentlichung des Videos zur Single Wiedergänger über Massacre Records, welches unter der Regie des Atrocity-Frontmanns Alexander Krull im Histotainment Park Adventon in Osterburken gedreht wurde. Am 1. Juli 2024 veröffentlichte die Band die Single und das dazugehörige Video Schmutzliebe, aus dem Studio-Album Abart, welches am 16. August 2024 erschien. Auf dem 17. Album Abart befinden sich 3 Cover Versionen, von Elektro Hexe und 1.000 Tote Nutten, welche 2005 auf Hexenhaus (EP) erschien, beide Songs wurden aber als sozialkritische Songs, als Die Rückkehr der Elektro Hexe und Elektro Baba Yaga textlich abgewandelt.
Zum 30. jährigen Band Jubiläum wird zum Start des 2. Heimatfest im From Hell am Flughafen Erfurt-Weimar in Erfurt, das Re-Release des Albums Krebskolonie in einem 2 CD Media Book am 26. September 2025 erfolgen.

## Texte
Die Texte von Eisregen sind teils von Horror- und Splatterfilmen, aber auch von historischen Ereignissen und Kriminalfällen geprägt.
Das Lied Ripper von Rostow behandelt die leicht abgeänderte Geschichte des russischen Serienmörders Andrei Romanowitsch Tschikatilo, Kreuznarbe die grausamen Verhöre und Vorgehensweisen der Inquisition, Heer der Ratten die Zeit des Nationalsozialismus und Eisenkreuzkrieger den Schrecken der Schlacht von Stalingrad, wo ein Soldat seinen Kameraden essen muss, um in der Kälte Russlands zu überleben.
Dagegen ist das Lied 17 Kerzen am Dom das erste Lied der Gruppe, das eine wahre Geschichte unverändert wiedergibt. In ihm wird der Amoklauf des Erfurters Robert Steinhäuser beschrieben, der 16 Menschen und sich selbst an seinem Gymnasium tötete. Das Lied wurde nach Roths Angaben anhand von Polizeiberichten recherchiert.
Zusätzlich sind einige Texte religionskritischer oder gar rein blasphemischer Natur. Bereits auf der ersten Demo, Mysterien der Nacht, welches auf ein Exemplar limitiert wurde, ist ein Lied mit dem Titel Dass ihr anbetet einen toten Bettler vorhanden. Im Lied Ode an den Niedergang wird Jesus von Nazaret als Bastard bezeichnet.
Hinzu kommen politische und gesellschaftskritische Texte. So kritisieren sie in ihrem Lied Die Rückkehr der Elektro Hexe, dass „manches Wort man nicht mehr sagen“ dürfe. Zudem setzt Eisregen in dem Text Diversität mit Perversität gleich.

## Besonderheiten

Das Logo der Gruppe in der charakteristischen Schriftart.

- Die Gruppe besitzt einen eigenen Schriftfont. Dieser wird für das Logo der Gruppe verwendet, bis zum Album Farbenfinsternis wurde auch die Titelliste des Albums in dieser Schrift gesetzt.

- Seit dem zweiten Album Krebskolonie bestehen sämtliche Namen der Alben aus Alliterationen, in der Regel aus zwei zusammengesetzten Substantiven (etwa Leichenlager oder Wundwasser), seltener auch Adjektive (Leblos, Bitterböse). Dies gilt auch für sonstige Veröffentlichungen wie EPs oder Kompilationen, jedoch gibt es hierbei auch Ausnahmen.

- Ebenfalls seit Krebskolonie findet sich in jedem Album bereits der Titel des Nachfolgers angegeben. Ein Bruch findet sich lediglich bei Wundwasser, wo als nächstes Album Menschenmaterial angekündigt wurde, zu dem es allerdings nicht kam, stattdessen trug das nächste Album den Titel Blutbahnen.

## Diskografie

### Studioalben
| Jahr | Titel            | Höchstplatzierung, Gesamtwochen, AuszeichnungChartplatzierungen (Jahr, Titel, Platzierungen, Wochen, Auszeichnungen, Anmerkungen) | Höchstplatzierung, Gesamtwochen, AuszeichnungChartplatzierungen (Jahr, Titel, Platzierungen, Wochen, Auszeichnungen, Anmerkungen) | Höchstplatzierung, Gesamtwochen, AuszeichnungChartplatzierungen (Jahr, Titel, Platzierungen, Wochen, Auszeichnungen, Anmerkungen) | Anmerkungen |
| Jahr | Titel            | DE | AT | CH | Anmerkungen |
| ---- | ---------------- | --- | --- | --- | --- |
| 1998 | Zerfall          | — | — | — | Erstveröffentlichung: 16. März 1998 2004 zusammen mit Das Ende des Weges unter Massacre Records neu veröffentlicht. 2014 mit zwei Bonustracks der 7” Fleischhaus neu gemastert und limitiert auf 2000 Stück als CD-Digipack wiederveröffentlicht. Außerdem erfolgte eine Veröffentlichung als normale CD und als LP im Klappcover limitiert auf 666 Stück |
| 1998 | Krebskolonie     | — | — | — | Erstveröffentlichung: 1998 Seit 7. August 2003 indiziert (Liste B); 2003 zusammen mit Fleischfestival unter Massacre Records neu veröffentlicht |
| 2000 | Leichenlager     | — | — | — | Erstveröffentlichung: 2000 2022 unter Massacre Records neu veröffentlicht |
| 2001 | Farbenfinsternis | — | — | — | Erstveröffentlichung: 2001 Von Februar 2004 bis Januar 2024 indiziert. |
| 2004 | Wundwasser       | DE87 (1 Wo.)DE | — | — | Erstveröffentlichung: 2004 Seit 28. Februar 2007 indiziert. |
| 2007 | Blutbahnen       | DE32 (2 Wo.)DE | — | — | Erstveröffentlichung: 2007 KKTH-Digipack-Version ist signiert, limitiert auf 300 Stück und nummeriert; 2022 unter Massacre Records neu veröffentlicht |
| 2008 | Knochenkult      | DE40 (2 Wo.)DE | AT61 (1 Wo.)AT | — | Erstveröffentlichung: 19. September 2008 Limited-Edition-Box-Version ist limitiert auf 1000 Stück |
| 2010 | Schlangensonne   | DE27 (2 Wo.)DE | AT39 (1 Wo.)AT | — | Erstveröffentlichung: 30. April 2010 A5-Digipack-Version ist limitiert und nummeriert auf 2000 Stück. CD-Digipack mit Aufnäher ist limitiert auf 200 Stück und nummeriert |
| 2011 | Rostrot          | DE72 (1 Wo.)DE | — | — | Erstveröffentlichung: 9. Dezember 2011 A5-Digipack-Version ist limitiert auf 5000 Stück und nummeriert. Vinyl-LP-Version ist limitiert auf 500 Stück |
| 2013 | Todestage        | DE40 (1 Wo.)DE | — | — | Erstveröffentlichung: 25. Oktober 2013 |
| 2015 | Marschmusik      | DE11 (1 Wo.)DE | AT69 (1 Wo.)AT | — | Erstveröffentlichung: 14. August 2015 |
| 2017 | Fleischfilm      | DE19 (1 Wo.)DE | AT59 (1 Wo.)AT | — | Erstveröffentlichung: 5. Mai 2017 KKTH-Version inkl. Schal und Autogrammkarte und ist auf 100 Stück limitiert |
| 2018 | Fegefeuer        | DE17 (1 Wo.)DE | AT39 (1 Wo.)AT | — | Erstveröffentlichung: 26. Oktober 2018 |
| 2020 | Leblos           | DE6 (2 Wo.)DE | AT75 (1 Wo.)AT | CH84 (1 Wo.)CH | Erstveröffentlichung: 19. Juni 2020 |
| 2021 | Bitterböse       | DE12 (1 Wo.)DE | AT54 (1 Wo.)AT | — | Erstveröffentlichung: 2021 mit Goatfuneral |
| 2023 | Grenzgänger      | DE6 (1 Wo.)DE | AT52 (1 Wo.)AT | — | Erstveröffentlichung: 13. Januar 2023 |
| 2024 | Abart            | DE8 (1 Wo.)DE | AT21 (1 Wo.)AT | — | Erstveröffentlichung: 16. August 2024 |

### Livealben
- 2009: Bühnenblut – Live in Leipzig (Doppel-CD)

### Kompilationen
- 2012: Krebskollektion
- 2013: Der Tod ist ein Meister aus Thüringen (nur Digital)

### EPs
| Jahr | Titel            | Höchstplatzierung, Gesamtwochen, AuszeichnungChartsChartplatzierungen (Jahr, Titel, Platzierungen, Wochen, Auszeichnungen, Anmerkungen) | Anmerkungen                          |
| Jahr | Titel            | DE | Anmerkungen                          |
| ---- | ---------------- | --- | ------------------------------------ |
| 2005 | Hexenhaus        | DE100 (1 Wo.)DE | Erstveröffentlichung: 2005 mit DVD   |
| 2007 | Eine erhalten    | DE100 (1 Wo.)DE | Erstveröffentlichung: 2007           |
| 2014 | Flötenfreunde    | DE80 (1 Wo.)DE | Erstveröffentlichung: 25. April 2014 |
| 2018 | Satan liebt dich | DE70 (1 Wo.)DE | Erstveröffentlichung: 8. Juni 2018   |

Weitere EPs
- 1999: Fleischfestival (indiziert seit Mai 2011,[36] beschlagnahmt seit August 2011.)[37]
- 2011: Madenreich (limitiert und nummeriert auf 2000 Stück. LP limitiert auf 500 Stück)
- 2015: Brummbär
- 2020: Die Räudigen Rennsteigrebellen (limitiert auf 500 Stück)

### Singles (Auswahl)
- 1997: Fleischhaus (7"-Single, limitiert auf 1000 Stück)
- 2017: Kartoffeln & Pilze (7"-Single, limitiert auf 99 Stück)
- 2022: Wiedergänger
- 2024: Schmutzliebe
- 2024: Am Abgrund

### Musikvideos
- 2001: Lager Leipzig (Live-Mitschnitt des Wave-Gotik-Treffens 2000, FSK 18)
- 2005: Elektro-Hexe (auf der im Hexenhaus Digipack enthaltenen DVD)
- 2012: Mutter, der Mann mit dem Koks ist da
- 2017: Tiefrot
- 2018: Satan liebt dich
- 2020: Leblos
- 2020: Deutsches Bierlied
- 2021: Sei mein Totenlicht
- 2022: Wiedergänger
- 2023: Grenzgänger
- 2023: Herbstleiche
- 2024: Schmutzliebe
- 2024: Am Abgrund

### Samplerbeiträge
- 2013: (Anesthesia) Pulling Teeth auf A Tribute to Kill ’Em All (Beilage zum Metal Hammer, Ausgabe Februar 2013, zusammen mit The Vision Bleak)

### Demos
- 1995: Mysterien der Nacht
- 1996: Promo 96
- 1996: Das Ende des Weges

## Nebenprojekte
Michael Roth und Michael Lenz sowie einige Mitmusiker starteten 2004 das Death-Metal-Projekt Eisblut, dessen Album Schlachtwerk Ende August 2005 veröffentlicht wurde. Ronny Fimmel und Theresa Trenks gründeten 2005 die Band Transilvanian Beat Club. Seit 1999 existiert darüber hinaus eine Band namens Ewigheim, in der Ronny Fimmel als festes Mitglied und Theresa Trenks sowie Michael Roth als Gastmusiker spielten.
Bis Januar 2005 spielte Ronny Fimmel mit Berg Morbach in der Death-Art-Combo Necrotikissme (seit Sommer 2004 Necro & Gesocks), die schon seit 1992 existierte.
2006 gründeten die Eisregen-Mitglieder Yantit und Blutkehle mit Ewigheim-Schlagzeuger Tobias Schönemann und dem Keyboarder Necrobitcher die Black-Metal-Band Goat Funeral, welche 2008 mit der Band Dies Fyck auf einer Split-CD namens Goat Funeral / Dies Fyck ihr Debüt gaben.
Michael Roth gründete mit Yantit das Dark-Metal-Projekt Marienbad. Das Debütalbum wurde unter dem Titel Werk I: Nachtfall am 27. Mai 2011 veröffentlicht.
Des Weiteren existierte ein Projekt namens Panzerkreutz, das zwei Stücke zur 2010 erschienenen Vier-Fach-Split-CD Thuringian Supremacy Vol 1 (zusammen mit Goat Funeral, Dies Fyck und Occulta) beitrug und anschließend wieder aufgelöst wurde.
2021 gründete Frontmann, Michael „Blutkehle“ Roth mit seinem Sohn Quentin die NDH-Band Roth, welche im September 2021 über Massacre Records das Debütalbum Nachtgebete veröffentlichen werden soll.